# Comisión de Deportes de Filipinas

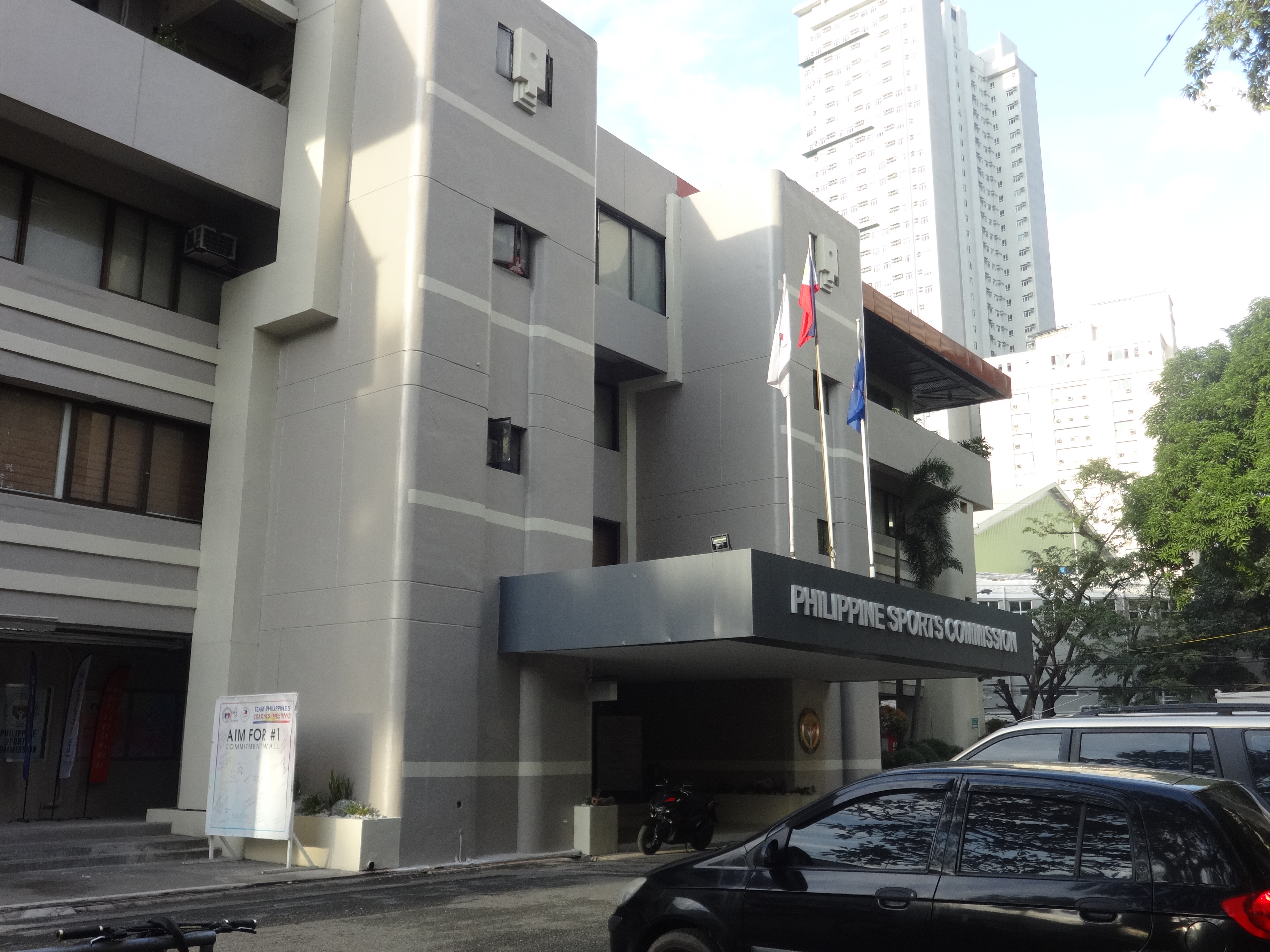
Edificio administrativo de la PSC

La Comisión de Deportes de Filipinas (PSC, filipino : Komisyon sa Palakasan ng Pilipinas) es una agencia del gobierno de Filipinas que aborda asuntos relacionados con los deportes en el país. La agencia deportiva es independiente del Comité Olímpico de Filipinas , que disfruta de autonomía del gobierno.

## Historia
La Comisión de Deportes de Filipinas se creó el 24 de enero de 1990, mediante la Ley de la República No. 6847 o "Ley de la Comisión de Deportes de Filipinas" durante la administración del entonces presidente Corazón Aquino.